# Gemeinde Hrpelje-Kozina

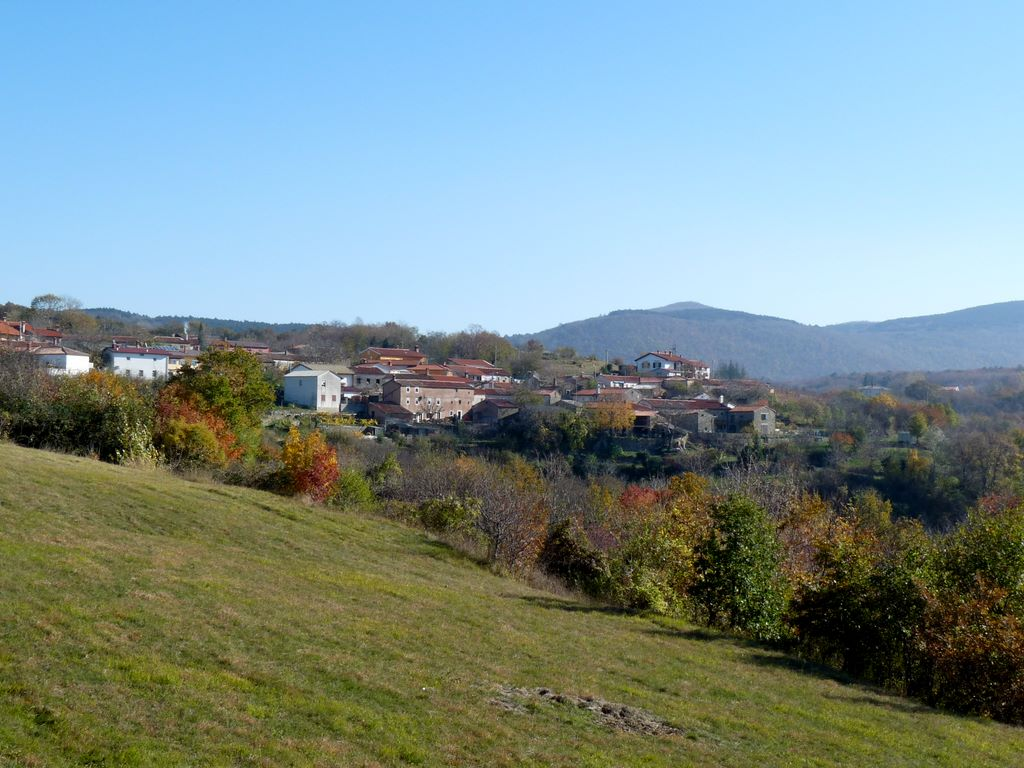
Landschaft bei Ocizla

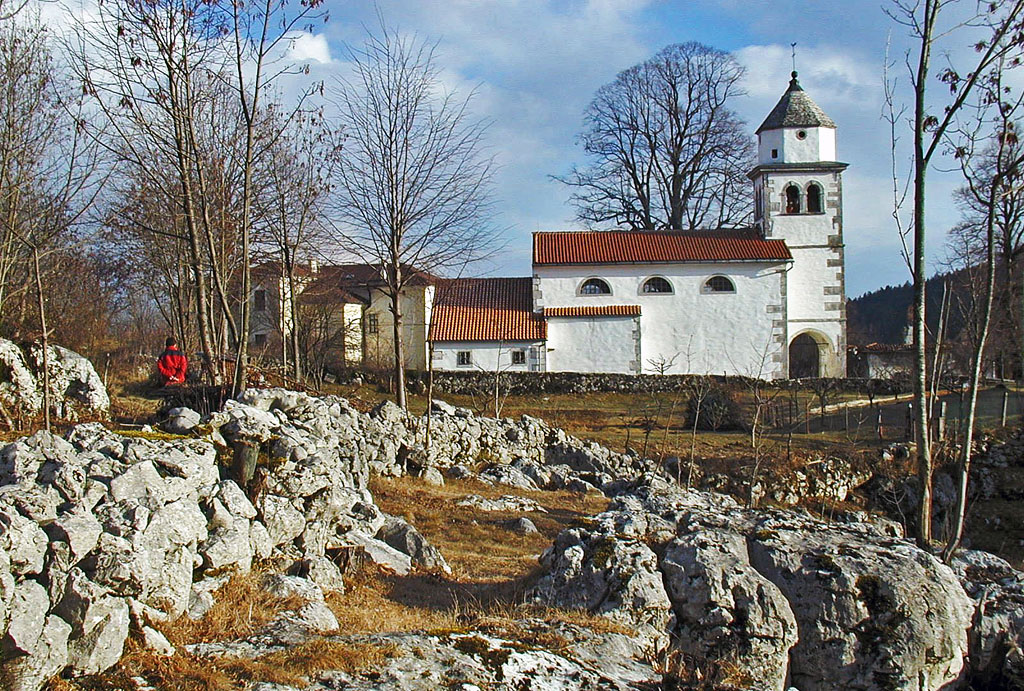
Kirche in Golac

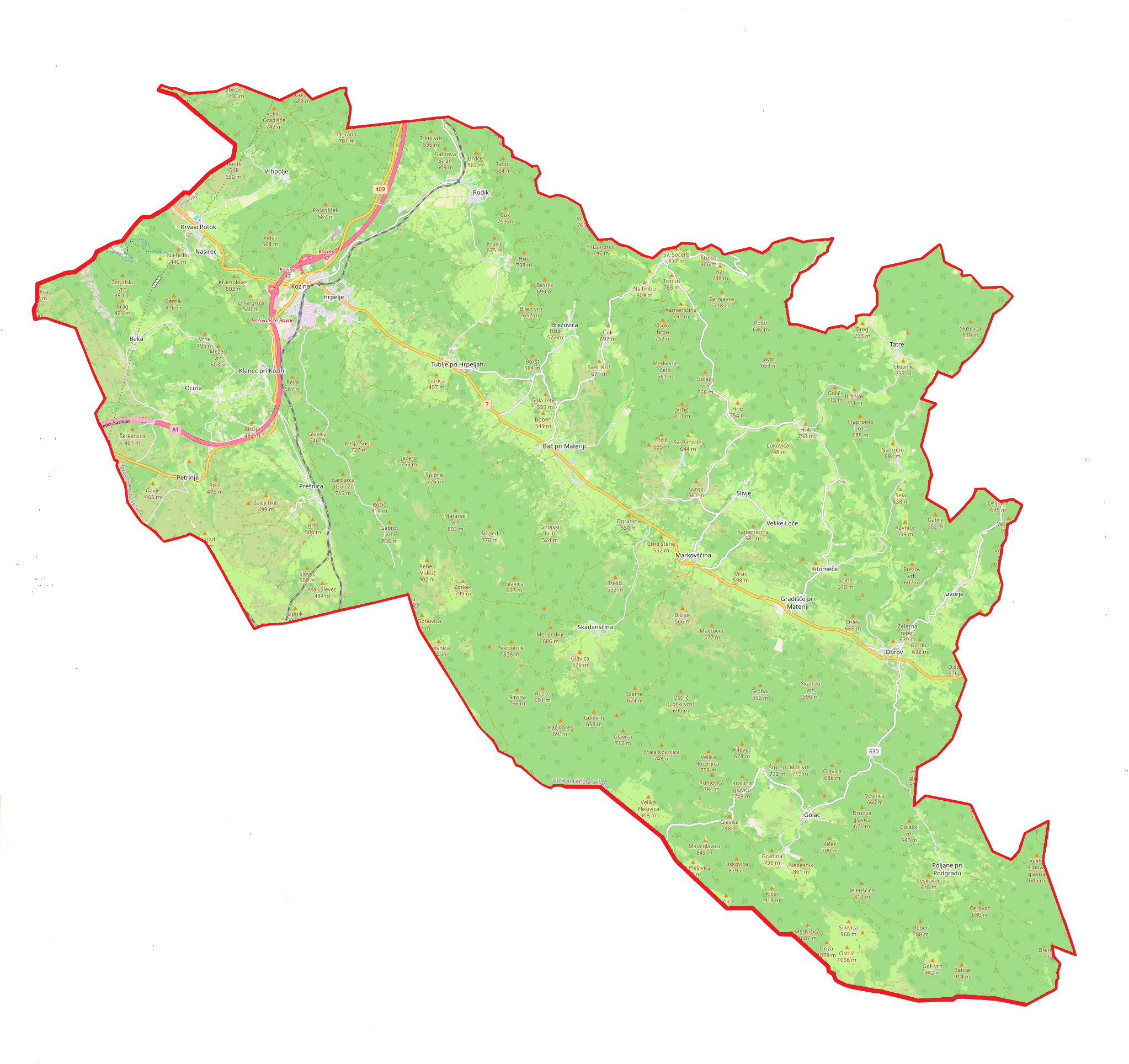
Landkarte der Gemeinde Hrpelje-Kozina

Die Gemeinde Hrpelje-Kozina (italienisch Erpelle-Cosina, auch: Herpelje) ist eine 39 Ortschaften umfassende Gemeinde (Občina) im Westen Sloweniens unmittelbar südöstlich der italienischen Hafenstadt Triest. Sie liegt in der historischen Landschaft Primorska und gehört zur Region Obalno-kraška. Der Verwaltungssitz befindet sich in der Ortschaft Hrpelje.

## Lage
Die Gemeinde grenzt im Nordwesten an Italien und im Südosten an Kroatien. Das Gemeindegebiet gehört mit zum Brkini-Hügelland.

## Ortschaften
1. Artviže
2. Bač pri Materiji
3. Beka
4. Brezovica
5. Brezovo Brdo
6. Golac
7. Gradišče pri Materiji
8. Gradišica
9. Hrpelje
10. Hotična
11. Javorje
12. Klanec pri Kozini
13. Kovčice
14. Kozina
15. Krvavi Potok
16. Markovščina
17. Materija
18. Mihele
19. Mrše
20. Nasirec
21. Obrov
22. Ocizla
23. Odolina
24. Orehek pri Materiji
25. Ostrovica
26. Petrinje
27. Poljane pri Podgradu
28. Povžane
29. Prešnica
30. Ritomeče
31. Rodik
32. Rožice
33. Skadanščina
34. Slivje
35. Slope
36. Tatre
37. Tublje pri Hrpeljah
38. Velike Loče
39. Vrhpolje

## Nachbargemeinden
| Sežana  | Divača                                      | Ilirska Bistrica |
| Italien | Kompassrose, die auf Nachbargemeinden zeigt | Ilirska Bistrica |
| Koper   | Kroatien                                    | Ilirska Bistrica |

## Sehenswürdigkeiten
- Karstlandschaft Birkini-Hügelland
- Landschaftsschutzpark Beka-Glinščica-Tal
- Kirche St. Martin in der Ortschaft Slovje, gestaltet von Tone Kralj[3]
- Höhle Dimnice

## Verkehr
Die Autobahn von Ljubljana nach Koper (Avtocesta A1) durchquert das Gemeindegebiet von Nordosten nach Südwesten.
Die Gemeinde besitzt einen Bahnhof an der 1876 eröffneten Bahnstrecke Divača–Pula. Von hier zweigte die Bahnstrecke Triest–Hrpelje-Kozina in westlicher Richtung ab. Heute ist ein Großteil der Trasse zum Radweg ausgebaut.

## Geschichte
Auf dem Gemeindegebiet wurden bisher (Stand 1/2024) insgesamt fünf Massengräber aus der Zeit um den Zweiten Weltkrieg gefunden.